# Vlag van Doniawerstal

Vlag van de gemeente Doniawerstal
(1963-1984)

De vlag van Doniawerstal is op 23 augustus 1963 per raadsbesluit ingesteld als de gemeentelijke vlag van de Friese gemeente Doniawerstal. Op 1 januari 1984 ging deze gemeente deels samen Haskerland, een deel van Utingeradeel (de dorpen Akmarijp en Terkaple) en het dorp Nieuwebrug op in de gemeente Skarsterlân; een ander deel van Doniawerstel ging op in de gemeente Wymbritseradiel. De vlag was daardoor niet langer als gemeentelijke vlag in gebruik. De vlag van Skarsterlân is afgeleid van de vlag van Doniawerstal.

## Beschrijving
De vlag wordt als volgt beschreven:
De broeking boven rood en onder blauw, de vlucht geel, met over het geheel een zwart Scandinavisch kruis.
De armen van het kruis hebben een breedte van 1/5 van de vlaghoogte.
Het ontwerp is afkomstig van de Fryske Rie foar Heraldyk.

## Verklaring
De kleuren zijn afkomstig van het gemeentewapen. Het zwarte kruis staat voor de rijksappel uit het wapen.

## Verwante afbeeldingen

Wapen van Doniawerstal
Vlag van Skarsterlân

Aengwirden 
· Baarderadeel 
· Barradeel 
· het Bildt 
· Bolsward 
· Boornsterhem 
· Dokkum 
· Dongeradeel 
· Doniawerstal 
· Ferwerderadeel 
· Franeker 
· Franekeradeel 
· Gaasterland 
· Gaasterland-Sloten 
· Haskerland 
· Hemelumer Oldeferd 
· Hennaarderadeel 
· Hindeloopen 
· Idaarderadeel 
· IJlst 
· Kollumerland en Nieuwkruisland 
· Leeuwarderadeel 
· Lemsterland 
· Littenseradeel 
· Menaldumadeel 
· Nijefurd 
· Oostdongeradeel 
· Rauwerderhem 
· Schoterland 
· Skarsterlân 
· Sloten 
· Sneek 
· Stavoren 
· Terschelling en Vlieland 
· Utingeradeel 
· Westdongeradeel 
· Wonseradeel 
· Workum 
· Wymbritseradeel